# Indisk lärka
Indisk lärka (Plocealauda erythroptera) är en fågel i familjen lärkor inom ordningen tättingar. Som namnet avslöjar förekommer den huvudsakligen i Indien, i torra låglänta områden. IUCN kategoriserar den som livskraftig.

## Utseende och läten
Indisk lärka är en 14 cm lång medlem av familjen med rätt kraftig näbb, rätt kort stjärt och korta, rostfärgade vingar. Vidare är den tydligt mörkfläckad på bröstet, liksom utmed strupens sidor och på örontäckarna, medan resten av undersidan är mer enhetligt vitaktig. De yttre stjärtpennorna är beigefärgade. Liknande drillärkan har vita yttre stjärtpennor och är mycket svagare fläckad. Sången beskrivs i engelsk litteratur som ett "tit-tit-tit" följt av ett utdraget "tsweeeih-tsweeeih-tsweeeih".

## Utbredning och systematik
Indisk lärka förekommer i Indien men även i sydöstra Pakistan, där den dock möjligen inte häckar. Den behandlas som monotypisk, det vill säga att den inte delas in i några underarter.

### Släktskap och släktestillhörighet
Indisk lärka placerades tidigare i släktet Mirafra, men genetiska studier från 2023 visar att det kan delas upp i fyra klader som är förhållandevis gamla, äldre än flera andra släkten i familjen. Författarna rekommenderar därför att Mirafra delas upp i flera släkten, där bengallärka med släktingar lyfts ut till nybeskrivna Plocealauda. Närmaste släktingen till indisk lärka är bengallärkan..

## Levnadssätt
Indisk lärka förekommer i arida, låglänta områden, helst något buskiga och klippiga miljöer. Födan är dåligt känd men tros bestå av frön och ryggradslösa djur. Fågeln häckar mellan mars och oktober, huvudsakligen maj–juli, och lägger oftast minst två kullar. Arten är stannfågel, men rör sig möjligen lokalt.

## Status och hot
Arten har ett stort utbredningsområde och en stor population med stabil utveckling och tros inte vara utsatt för något substantiellt hot. Utifrån dessa kriterier kategoriserar internationella naturvårdsunionen IUCN arten som livskraftig (LC). Världspopulationen har inte uppskattats men den beskrivs som lokalt vanlig.